# Kurt Armbruster
Kurt Armbruster (Zurique, 16 de setembro de 1934 — 14 de março de 2019) foi um ex-futebolista suíço que atuava como defensor.

## Carreira
Kurt Armbruster fez parte do elenco da Seleção Suíça de Futebol, na Copa do Mundo de 1966.